# 2013年高雄海碩國際男子網球挑戰賽
2013年高雄海碩國際男子網球挑戰賽於2013年9月14日至22日在臺灣高雄市陽明網球中心舉行，為賽事總獎金達12.5萬美元的國際男子職業網球總會挑戰賽事。為了因應氣候及亞洲巡迴賽時程，而移到9月舉行。

## 參賽者

### 種子球員
| 國家     | 球員               | 排名1 | 種子 |
| -------- | ------------------ | ----- | ---- |
| 中華臺北 | 盧彥勳             | 64    | 1    |
| 美国     | 傑克·索克          | 88    | 2    |
| 美国     | 麥可·羅素          | 91    | 3    |
| 哥伦比亚 | Alejandro González | 112   | 4    |
| 美国     | 拉傑夫·拉姆        | 119   | 5    |
|          | 馬修·伊布登        | 134   | 6    |
| 日本     | 杉田祐一           | 144   | 7    |
| 中華臺北 | 王宇佐             | 153   | 8    |

- 1依照2013年9月9日公布的排名排序。

### 其他球員
以下球員獲得外卡進入單打會內賽：
- 李欣翰
- 彭賢尹
- 王介甫
- 楊宗樺

以下球員從會外賽事獲得單打會內資格：

## 賽程

### 單打
- 盧彥勳 def.  尤奇·班布里, 6–4, 6–3

### 雙打
- 胡安·塞巴斯蒂安·卡瓦尔 /  罗伯特·法拉赫 def.  尤奇·班布里 /  王介甫, 6–4, 6–2

## 外部連結
- 高雄海碩國際男子網球挑戰賽